# هانریوت اچ‌دی.۳۲
هانریوت اچ‌دی. ۳۲ (به انگلیسی: Hanriot_HD.32) یک هواگرد ملخ‌پیشین تک‌موتوره از نوع نظامی آموزشی ساخت شرکت Hanriot, Zmaj aircraft from Zemun پادشاهی یوگسلاوی است. هواگرد هانریوت اچ‌دی. ۳۲ نخستین پروازش را در ۱۹۲۴ میلادی انجام داد.